# Fábio Sturgeon
Fábio Miguel dos Santos Sturgeon, noto semplicemente come Fábio Sturgeon (Almada, 4 febbraio 1994), è un calciatore portoghese, di origini inglesi, attaccante del Sogndal.

## Caratteristiche tecniche
È una mezzapunta capace di giocare anche ai lati di un tridente offensivo.

## Statistiche

### Presenze e reti nei club
Statistiche aggiornate al 13 maggio 2017.
| Stagione                 | Squadra                  | Campionato               | Campionato | Campionato | Coppe nazionali | Coppe nazionali | Coppe nazionali | Coppe continentali | Coppe continentali | Coppe continentali | Altre coppe | Altre coppe | Altre coppe | Totale | Totale | Totale |
| Stagione                 | Squadra                  | Comp                     | Pres       | Reti       | Comp            | Pres            | Reti            | Comp               | Pres               | Reti               | Comp        | Pres        | Reti        | Pres   | Reti   |        |
| ------------------------ | ------------------------ | ------------------------ | ---------- | ---------- | --------------- | --------------- | --------------- | ------------------ | ------------------ | ------------------ | ----------- | ----------- | ----------- | ------ | ------ | ------ |
| 2011-2012                | Belenenses               | LdH                      | 0          | 0          | CP+CdL          | 0+1             | 0               | -                  | -                  | -                  | -           | -           | -           | 1      | 0      |        |
| 2012-2013                | Belenenses               | LdH                      | 4          | 0          | CP+CdL          | 0               | 0               | -                  | -                  | -                  | -           | -           | -           | 4      | 0      |        |
| 2013-2014                | Belenenses               | PL                       | 13         | 0          | CP+CdL          | 1+3             | 0               | -                  | -                  | -                  | -           | -           | -           | 17     | 0      |        |
| 2014-2015                | Belenenses               | PL                       | 31         | 2          | CP+CdL          | 2+4             | 0               | -                  | -                  | -                  | -           | -           | -           | 37     | 2      |        |
| 2015-2016                | Belenenses               | PL                       | 34         | 4          | CP+CdL          | 2+2             | 0+1             | UEL                | 10                 | 0                  | -           | -           | -           | 48     | 5      |        |
| 2016-gen. 2017           | Belenenses               | PL                       | 17         | 2          | CP+CdL          | 1+3             | 0               | -                  | -                  | -                  | -           | -           | -           | 21     | 2      |        |
| Totale Belenenses        | Totale Belenenses        | Totale Belenenses        | 99         | 8          |                 | 19              | 1               |                    | 10                 | 0                  |             | -           | -           | 128    | 9      |        |
| gen.-giu. 2017           | Vitória Guimarães        | PL                       | 8          | 0          | CP+CdL          | 2+0             | 0               | -                  | -                  | -                  | -           | -           | -           | 10     | 0      |        |
| 2017-2018                | Vitória Guimarães        | PL                       | 23         | 0          | CP+CdL          | 3+1             | 0               | UEL                | 1                  | 0                  | SP          | 1           | 0           | 29     | 0      |        |
| Totale Vitória Guimarães | Totale Vitória Guimarães | Totale Vitória Guimarães | 31         | 0          |                 | 6               | 0               |                    | 1                  | 0                  |             | 1           | 0           | 39     | 0      |        |
| 2018-2019                | Feirense                 | PL                       | 28         | 2          | CP+CdL          | 2+3             | 0+1             | -                  | -                  | -                  | -           | -           | -           | 33     | 3      |        |
| 2019-2020                | Xanthī                   | SL                       | 24+7       | 1+0        | CG              | 2               | 1               | -                  | -                  | -                  | -           | -           | -           | 33     | 2      |        |
| 2020-2021                | OFI Creta                | SL                       | 24+7       | 5+1        | CG              | 2               | 0               | -                  | -                  | -                  | -           | -           | -           | 33     | 6      |        |
| 2021-2022                | Raków Częstochowa        | EK                       | 23         | 1          | CP              | 5               | 1               | UECL               | 2                  | 0                  | -           | -           | -           | 30     | 2      |        |
| lug.-set. 2022           | Raków Częstochowa        | EK                       | 1          | 0          | -               | -               | -               | UECL               | 1                  | 0                  | SP          | 0           | 0           | 2      | 0      |        |
| Totale Raków Częstochowa | Totale Raków Częstochowa | Totale Raków Częstochowa | 24         | 1          |                 | 5               | 1               |                    | 3                  | 0                  |             | -           | -           | 32     | 2      |        |
| Totale carriera          | Totale carriera          | Totale carriera          | 244        | 16         |                 | 39              | 3               |                    | 14                 | 0                  |             | 1           | 0           | 298    | 19     |        |

### Cronologia presenze e reti in nazionale
| Cronologia completa delle presenze e delle reti in nazionale ― Portogallo under 21 | Cronologia completa delle presenze e delle reti in nazionale ― Portogallo under 21 | Cronologia completa delle presenze e delle reti in nazionale ― Portogallo under 21 | Cronologia completa delle presenze e delle reti in nazionale ― Portogallo under 21 | Cronologia completa delle presenze e delle reti in nazionale ― Portogallo under 21 | Cronologia completa delle presenze e delle reti in nazionale ― Portogallo under 21 | Cronologia completa delle presenze e delle reti in nazionale ― Portogallo under 21 | Cronologia completa delle presenze e delle reti in nazionale ― Portogallo under 21 |
| Data                                                                               | Città                                                                              | In casa                                                                            | Risultato                                                                          | Ospiti                                                                             | Competizione                                                                       | Reti                                                                               | Note                                                                               |
| ---------------------------------------------------------------------------------- | ---------------------------------------------------------------------------------- | ---------------------------------------------------------------------------------- | ---------------------------------------------------------------------------------- | ---------------------------------------------------------------------------------- | ---------------------------------------------------------------------------------- | ---------------------------------------------------------------------------------- | ---------------------------------------------------------------------------------- |
| 13-11-2016                                                                         | Burnley                                                                            | Inghilterra under 21                                                               | 3 – 1                                                                              | Portogallo under 21                                                                | Amichevole                                                                         | -                                                                                  | 68’                                                                                |
| Totale                                                                             |                                                                                    | Presenze                                                                           | 1                                                                                  |                                                                                    | Reti                                                                               | 0                                                                                  |                                                                                    |

## Palmarès

### Club

#### Competizioni nazionali
- Segunda Liga: 1

Belenenses: 2012-2013